# 研文出版
研文出版 （けんぶんしゅっぱん）は、日本の出版社で、中国関連の専門書店兼古書店の『山本書店』の出版部門である。
主に古典中国文学や東洋学研究を刊行しているが、日本漢文学（「日本漢詩人選集」など）・日本史や、台湾関連も多く出している。
著者には、東洋学者や中国文学者が多い。主な出版書籍の「研文選書」が、2008年に100冊を越えた。同じ性格の出版社に汲古書院がある。

## 所在地
〒101-0051　東京都千代田区神田神保町2－7